# Rita Chikwelu
Rita Chikwelu (6 marzo 1988) è una calciatrice nigeriana, centrocampista della nazionale nigeriana.

## Carriera

### Club

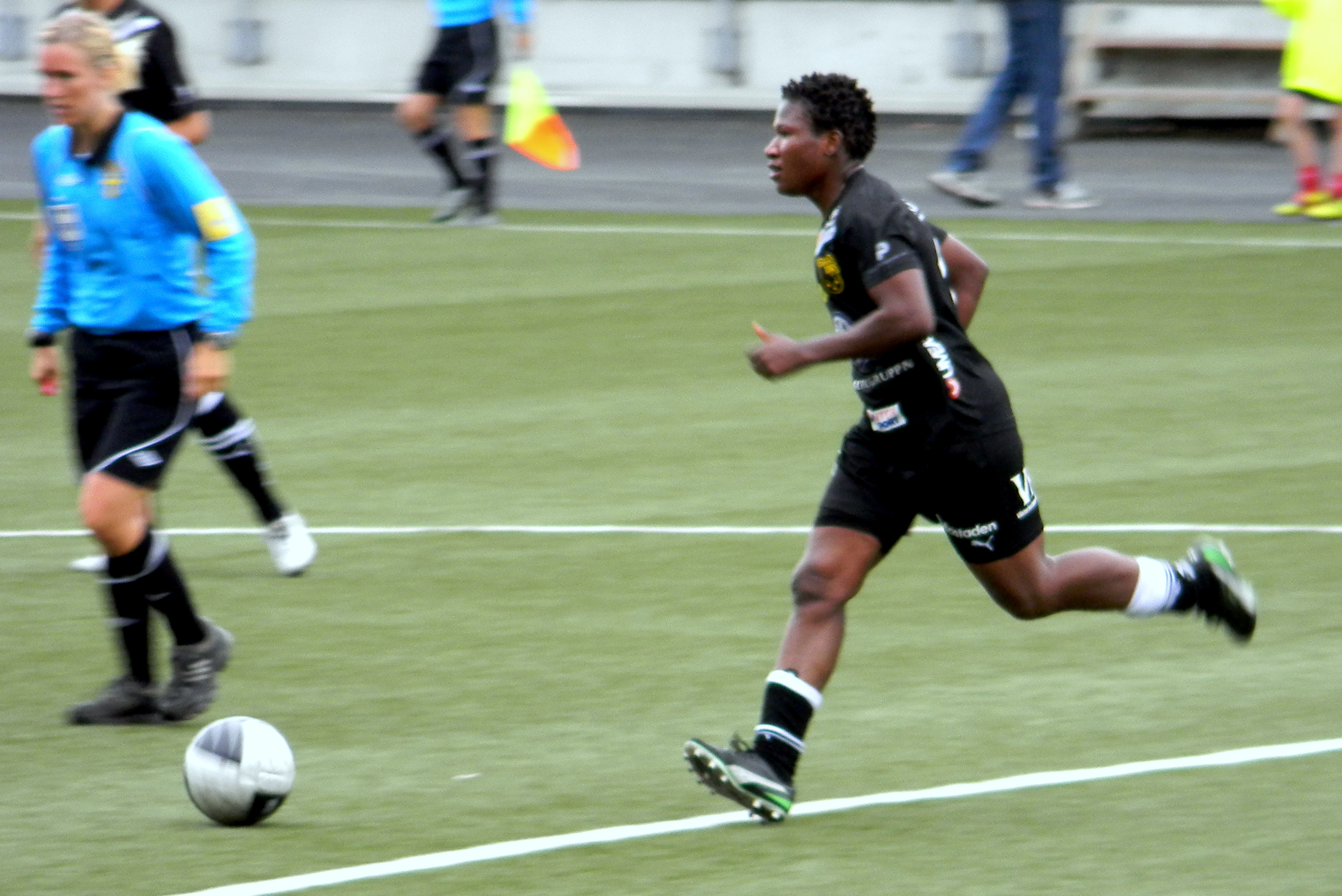
Rita Chikwelu in un'azione di gioco.

Rita ha giocato dal 2006 al 2009 in Finlandia nel FC United (Jakobstad) nella Naisten Liiga dove ha vinto la classifica marcatori nel 2009 con 22 gol. In seguito gioca 7 stagioni nel Umeå Idrottsklubb dal 2010 al 2016 ma lascia dopo la retrocessione del club e si trasferisce nel Kristianstads Damfotbollsförening firmando un contratto di due anni.

### Nazionale
Rita Chikwelu ha giocato per la propria nazionale in diverse edizioni del Campionato mondiale femminile di calcio, nello specifico nelle edizioni  2007 e nel 2011 in entrambe le edizioni però la sua squadra viene eliminata nella fase a gironi.
Ai Giochi olimpici ha partecipato nell'edizione 2008 dove viene eliminata nella fase a gironi.
Rita Chikwelu ha partecipato alla sua prima Coppa delle Nazioni Africane femminile nell'edizione 2008 in cui la Nigeria è giunta al terzo posto grazie alla vittoria nella finalina per 5 a 4 arrivata dopo i calci di rigore (nei tempi regolamentari la partita era finita 1 a 1). Successivamente nell'edizione 2010 vince il titolo grazie alla vittoria in finale per 4-2 contro la Nazionale di calcio femminile della Guinea Equatoriale. Il Campionato africano femminile di calcio 2012 si rileva invece amaro per la Nazionale che giunge solo al quarto posto.

## Palmarès

### Nazionale
- Campionato africano femminile: 3

2010, 2016, 2018